# 始锯尾鲨属
始锯尾鲨属（学名：Eogaleus）是一类已灭绝的软骨鱼类，唯一已知种是模式种波卡始锯尾鲨（Eogaleus bolcensis）。始锯尾鲨属属于真鲨科，该科包含多种现生珊瑚礁鲨鱼，如乌翅真鲨。

## 发现与年代鉴定
保存完好的始锯尾鲨属化石仅发现于意大利威尼托大区的著名的古生物学遗迹——蒙特波卡化石库（Monte Bolca Lagerstätte) 。波卡始锯尾鲨生存于地中海的前身——特提斯洋的热带海域，年代为伊普雷斯期（约49——48.5百万年前）。
蒙特波卡的始新世环礁带既受海岸影响，也受开阔海域影响。在这种环境下，化石保存于层状石灰岩沉积物中，沉积于缺氧的凹陷处。

## 分类
2018年对新标本和分离牙齿的研究确认了该属的有效性和将其归入真鲨科的分类法。
另一项分析也证实了波卡始锯尾鲨与同样生存于蒙特波卡的皱唇鲨科鲨鱼居维叶翅鲨之间存在区别。

## 描述
始锯尾鲨属体型较小，朱塞佩·马拉玛（Giuseppe Marramà）及其同事在2018年测量的三个化石标本的总体长在1.20——1.40米之间，其中尾鳍长度为32到34厘米。始锯尾鲨属的身体相当细长，而它的头部很大，有一个圆形的吻部。始锯尾鲨属的身体被贝壳状的盾鳞覆盖，嘴位于腹侧，内有适于咬合和切割的牙齿，每排排列30颗。
始锯尾鲨属的身体背侧有两个三角形小背鳍，尾鳍可能有一个发达的大上叶，胸鳍和背鳍一样呈三角形，但是更长。
始锯尾鲨属的一个特点是椎骨数量相对较少，在135到153块之间，明显少于现代真鲨科鲨鱼的椎骨数（通常在150到250块之间）。

## 古生态学
始锯尾鲨属的体型在珊瑚礁物种中较为适中，其盾鳞的形态表明这类小型掠食性鲨鱼在热带浅海中繁衍生息，这与来自蒙特波卡化石库的其他数据一致。与波卡始锯尾鲨一同生存于蒙特波卡的鲨鱼至少有三种：
- †居维叶翅鲨 Galeorhinus cuvieri[5]（可能为居维叶风锯尾鲨（Physogaleus cuvieri））[3]
- †星齿狐形鲨 Alopiopsis plejodon[3]
- †勒里什短锥齿鲨 Brachycarcharias lerichei，只发现了几枚牙齿[5]

这些鲨鱼除勒里什短锥齿鲨外普遍体型较小，有的物种只发现了亚成体化石。这表明在该环境中，亚成体和小型物种在占据相对而言没有竞争对手的营养生态位和食物资源方面具有竞争优势，而顶级掠食者则无法获得。蒙特波卡在当时是一片小型鱼类（如鲱形目）种群丰富的浅海水域，它们为这些小型鲨鱼的繁盛提供了一个非常有利的环境。